# Coupe d'URSS masculine de volley-ball
La Coupe d'URSS de volley-ball masculin est une compétition de volley-ball ayant eu lieu entre 1950 et 1991 en URSS.

## Historique
- La coupe d'Union soviétique a été disputée en premier temps de 1950 à 1954, puis de 1972 à 1991. Contrairement au championnat, il n'y a pas eu de coupe de la CEI en 1992.
- La compétition n'a pas eu lieu durant les saisons 1952, 1975 et 1979.

## Palmarès
| - 1950 : Dynamo Moscou - 1951 : Dynamo Moscou - 1953 : Dynamo Moscou - 1954 : CSKA Moscou - 1972 : MGTU Moscou - 1973 : Lokomotiv Kiev - 1974 : SKA Rostov-sur-le-Don - 1976 : CGC Odessa - 1977 : Promstroi Gomel - 1978 : Motor Minsk - 1980 : CSKA Moscou - 1981 : MGTU Moscou - 1982 : CSKA Moscou - 1983 : Avtomobilist Leningrad - 1984 : CSKA Moscou | - 1985 : CSKA Moscou - 1986 : Iskra Odintsovo - 1987 : Iskra Odintsovo - 1988 : Lokomotiv Kiev - 1989 : Avtomobilist Leningrad - 1990 : Lokomotiv Kiev - 1991 : SKA Alma-Ata |